# Euthlypis lachrymosa
Az Euthlypis lachrymosa a madarak osztályának verébalakúak (Passeriformes) rendjébe és az újvilági poszátafélék (Parulidae) családjába tartozó Euthlypis nem egyetlen faja.

## Előfordulása
Az Amerikai Egyesült Államok déli részén, Mexikó, Guatemala, Honduras, Nicaragua és Salvador területén honos. A természetes élőhelye szubtrópusi és trópusi síkvidéki erdők.

## Alfajai
- Euthlypis lachrymosa lachrymosa (Bonaparte, 1850)
- Euthlypis lachrymosa schistacea Dickey & Van Rossem, 1926
- Euthlypis lachrymosa tephra Ridgway, 1902

## Megjelenése
Átlagos testtömege 14.7 gramm.